# 무성 양순 연구개 파열음
무성 양순 연구개 파열음은 자음의 하나로, 국제음성기호로는 [k͡p]로 나타낸다.

## 예시
- 베트남어: /u, o, ɔ/ 뒤에 오는 /k/에서 변이음으로 난다.
- 요루바어: p에서 이 소리가 난다.
- 이보어, 콩고의 모노어: kp에서 이 소리가 난다.

## 같이 보기
- 이중 조음